# Íra
Íra (Hera) är en ort i Grekland.   Den ligger i prefekturen Nomós Argolídos och regionen Peloponnesos, i den södra delen av landet, 90 km väster om huvudstaden Aten. Íra ligger 45 meter över havet och antalet invånare är 369.
Terrängen runt Íra är kuperad norrut, men söderut är den platt. Runt Íra är det ganska glesbefolkat, med 34 invånare per kvadratkilometer. Närmaste större samhälle är Argos, 3,4 km sydväst om Íra. Trakten runt Íra består i huvudsak av gräsmarker.